# Liste der Monuments historiques in Savonnières-devant-Bar
Die Liste der Monuments historiques in Savonnières-devant-Bar führt die Monuments historiques in der französischen Gemeinde Savonnières-devant-Bar auf.

## Liste der Immobilien
| Bezeichnung       | Beschreibung | Standort                    | Kennzeichnung | Schutzstatus | Datum | Bild           |
| ----------------- | --- | --------------------------- | ------------- | ------------ | ----- | -------------- |
| Kirche St-Calixte | Ende des 15. Jahrhunderts begonnen, 1511 fertiggestellt; um 1860 Wiederherstellung der Gewölbe und Einbau einer Orgel von Alexandre Jacquet; Chorfenster von Claudius und Georges Lavergne und Emmanuel Champigneulle, 1880er Jahre | Rue Maurice Heuillon (Lage) | PA55000010    | Inscrit      | 1997  | weitere Bilder |

## Liste der Objekte
| Bezeichnung               | Beschreibung                                                                           | Standort                        | Kennzeichnung | Schutzstatus | Datum | Bild |
| ------------------------- | -------------------------------------------------------------------------------------- | ------------------------------- | ------------- | ------------ | ----- | ---- |
| Mobiliar der Kirche       | Kanzel, Zelebrantenstuhl, zwei Hocker, je 38 Kirchenbänke und Kniebänke; Holz, um 1900 | in der Kirche St-Calixte (Lage) | PM55002714    | Inscrit      | 2010  |      |
| Skulptur Madonna mit Kind | Steiin, farbig gefasst, 18. Jahrhundert                                                | in der Kirche St-Calixte (Lage) | PM55002647    | Inscrit      | 2008  |      |
| Skulptur Heiliger Urban   | Stein, farbig gefasst, 16. Jahrhundert                                                 | in der Kirche St-Calixte (Lage) | PM55000567    | Classé       | 1988  |      |
| Paxtafel                  | Silber, vergoldet, 1885                                                                | in der Kirche St-Calixte (Lage) | PM55002592    | Inscrit      | 2005  |      |